# Weichfaserplatte
Eine Weichfaserplatte ist eine weiche, meist leicht poröse Baumaterialplatte aus unterschiedlichen Bindemitteln (z. B. Kunststoff, Naturharz) gebundenen Holzfasern.
Weichfaserplatten besitzen meist eine hohe Wärmespeicherkapazität, sind diffusionsoffen und besitzen daher feuchtigkeitsregulierende Wirkung. Sie werden vorwiegend als Dämmmaterial für Dächer, Wände (hier auch als Putzträger), Böden (z. B. zur Trittschalldämmung) und Decken verwendet. Durch Imprägnierung oder Beschichtung (z. B. mit Bitumen) kann die Empfindlichkeit gegen Feuchtigkeit herabgesetzt werden.
Weichfaserplatten werden mit Hand- oder Tischkreissägen oder mit dem Fuchsschwanz bearbeitet.